# Lucilia quieta
Lucilia quieta este o specie de muște din genul Lucilia, familia Calliphoridae. A fost descrisă pentru prima dată de Giglio-tos în anul 1893. Conform Catalogue of Life specia Lucilia quieta nu are subspecii cunoscute.